# Капица, Гжегож
Гже́гож Брони́слав Капи́ца (пол. Grzegorz Bronisław Kapica; 3 июля 1959, Руда-Слёнска) — польский футболист, выступавший на позиции нападающего. После завершения игровой карьеры — футбольный тренер. В составе «Шомберок» становился лучшим бомбардиром чемпионата Польши в сезоне-1981/82, позднее с другими командами дважды выигрывал чемпионат Польши.

## Карьера
Первоначально занимался баскетболом, в футбол пришёл уже в позднем юношеском возрасте и практически сразу начал играть за взрослую команду. По словам самого Капицы, отсутствие должной футбольной подготовки отрицательно повлияло на развитие его спортивной карьеры и в первую очередь вызвало излишнюю подверженность травмам.
Начав карьеру в командах из Руды-Слёнской, в 1980 году перешёл в «Шомберки». Дебютировал в составе команды в первой лиге 15 марта 1981 года во встрече со «Сталью» (Мелец).
Уже в первом своём полном сезоне на высшем уровне — 1981/82, Капица стал лучшим бомбардиром чемпионата с 15 забитыми мячами. Вскоре после этого перешёл из «Шомберок» в более именитый «Лех», с которым стал в сезоне-1983/84 чемпионом и обладателем Кубка. Однако в команду Капица не вписался и пребывал на вторых ролях, а позже сам называл этот переход главной ошибкой карьеры. С «Рухом» (Хожув) стал чемпионом в розыгрыше-1988/89, но сыграл в том сезоне всего 2 матча.
Всего в первой лиге — 127 матчей, 44 мяча, в еврокубках — 4 матча.
Несмотря на достаточно успешную, особенно на раннем этапе, карьеру на клубном уровне, за сборную Польши Капица так и не сыграл ни одной игры. Он входил в расширенную заявку сборной на чемпионат мира 1982 года, но в итоге в состав не попал.
С конца 90-х годов работает тренером. Капица в основном тренировал команды из низших дивизионов, самым известным его клубом была «Полония» (Бытом), которая в пору его работы играла в третьей лиге. Из «Хойничанки» он ушёл в апреле 2012 года. Затем работал в структуре «Руха», сначала как координатор подготовки молодых футболистов, позднее — в качестве спортивного директора. Покинул команду после выбывания «Руха» из первой лиги во вторую по итогам сезона-2017/18.

## Интересные факты
- Не окончив начальной школы, на несколько лет раньше положенного срока поступил в лицей, всегда любил читать и считался интеллектуалом[2].
- Является поклонником фильмов о Джеймсе Бонде[2].

## Достижения

### Командные
- Чемпион Польши (2): 1983/84, 1988/89
- Обладатель Кубка Польши: 1983/84

### Личные
- Лучший бомбардир чемпионата Польши: 1981/82